# 斯拉夫语族

斯拉夫语族系谱

斯拉夫語族是印欧语系的一个语族，產生於斯拉夫民族。可分為東斯拉夫語支、南斯拉夫語支及西斯拉夫語支，東斯拉夫語支及南斯拉夫語支使用西里爾字母，但也有例外，塞尔维亚语和克罗地亚语原是同一种语言，由于宗教的原因，塞尔维亚语用西里尔字母书写，克罗地亚语用拉丁字母书写，两种字母可以自由转写。斯洛文尼亚语和波斯尼亚语用拉丁字母书写（見塞尔维亚语、克罗地亚语、波斯尼亚语和黑山语的比较），西斯拉夫語支使用拉丁字母。

## 斯拉夫語言分佈
每個語支所代表的語言如下：
- 东斯拉夫语支
  - 古东斯拉夫语（orv）
  - 俄语（rus）
  - 白俄罗斯语（bel）
  - 乌克兰语（ukr）
  - 盧森尼亚语（rue）

- 西斯拉夫语支
  - 索布语
    - 上索布语（hsb）
    - 下索布语（dsb）

  - 列克提克亚语支
    - 波兰语（pol）
    - 波美拉尼亚语
      - 卡舒比语（csb）
      - 斯洛温语（已消亡）

    - 波拉布语（已消亡，pox）

  - 捷克-斯洛伐克亚语支
    - 捷克语（ces）
    - 斯洛伐克语（slk）

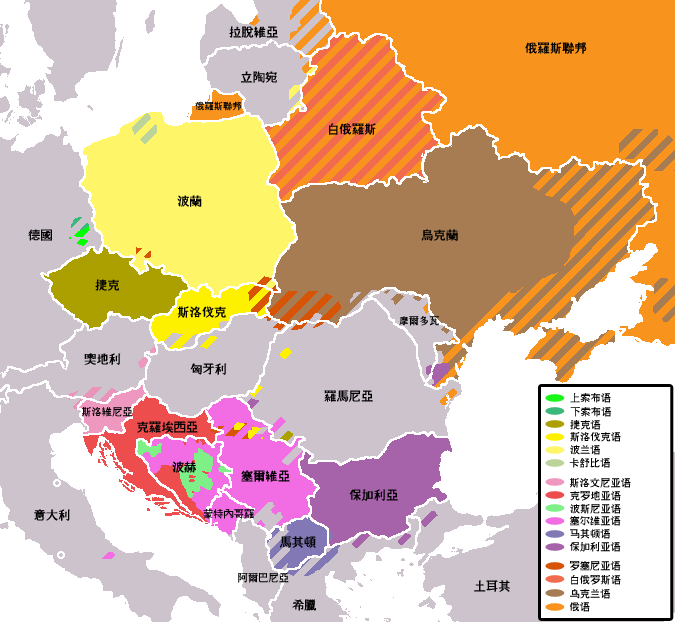
斯拉夫語言分佈圖

    - 迦南斯拉夫语（犹太斯拉夫语，已消亡，czk）

  - 西里西亚语（szl）

- 南斯拉夫语支
  - 西南斯拉夫亚语支
    - （slv）
    - （hrv）
    - 塞尔维亚语（srp）
    - 波士尼亚语（bos）

  - 东南斯拉夫亚语支
    - 马其顿语（bul）
    - 保加利亚语（mkd）
    - 古教会斯拉夫语（chu）
      - 教会斯拉夫语（chu）

## 外部連結
- Slavic Script Converter （页面存档备份，存于） Converts text between various Slavic writing systems.
- Slavic dictionaries on Slavic Net
- Slavistik-Portal The Slavistics Portal（Germany）
- Swadesh lists of Slavic basic vocabulary words （页面存档备份，存于）（from Wiktionary's Swadesh-list appendix （页面存档备份，存于））